# Manolo Cintrón
Manolo Cintrón, né le 4 janvier 1963, à Ponce, à Porto Rico, est un joueur et entraîneur portoricain de basket-ball.

## Palmarès
Entraîneur
- 3e du championnat des Amériques 2007
- Finaliste du championnat des Amériques 2009
- Finaliste des Jeux panaméricains de 2007